# Alinza discessalis
Alinza discessalis är en fjärilsart som beskrevs av Walker 1865. Alinza discessalis ingår i släktet Alinza och familjen nattflyn. Inga underarter finns listade i Catalogue of Life.